# Pénurie de munitions aux États-Unis (2008-2016)
 (novembre 2023).
La pénurie de munitions aux États-Unis entre 2008 et 2016 est une pénurie de munitions concernant les armes légères civiles aux États-Unis qui a commencé à la fin de l'année 2008 et s'est poursuivie pendant la majeure partie des années 2010, jusqu'en 2016.
L'élection du président Barack Obama en 2008 a entraîné une augmentation des ventes d'armes à feu et de munitions. USA Today a rapporté que dans le Wyoming, la « ruée sur les balles et les composants de rechargement » a atteint une telle « frénésie » qu'un détaillant de Cheyenne a commencé à rationner les ventes et a déclaré qu'il vendait également des fusils semi-automatiques aussi vite qu'il pouvait les mettre en rayon.
En décembre 2012, une nouvelle vague d'achats de panique a été provoquée par la probabilité perçue que de nouvelles lois sur le contrôle des armes à feu soient adoptées par le Congrès et les gouvernements des États en réponse à la fusillade de l'école élémentaire Sandy Hook. Cette situation a entraîné une grave pénurie de munitions pour la plupart des calibres d'armes de poing et certains calibres de fusil, en particulier le .22 LR, qui était auparavant facile à trouver et bon marché.
En août 2013, le taux d'achat par les consommateurs de la plupart des types de munitions était en baisse, mais les prix restaient supérieurs à ceux constatés avant décembre 2012 et il était toujours difficile de se procurer des munitions pour certains calibres.

## La première pénurie (2008–2010)
La plupart des gens ont attribué la pénurie de munitions à la réaction des propriétaires d'armes à feu et d'autres groupes à l'élection du président américain Barack Obama, affirmant que ces personnes craignaient des lois plus restrictives sur les armes à feu, des taxes sur les munitions et une dégradation de la société. Selon un sondage Gallup d'octobre 2009, « de nombreux propriétaires d'armes à feu pensent qu'Obama essaiera d'interdire les ventes d'armes », et des thèmes similaires sont abordés dans un rapport de l'Associated Press : « Les stands de tir, les vendeurs d'armes et les fabricants de munitions disent qu'ils n'ont jamais vu de telles pénuries ». Le rapport de Gallup précise que « bien que l'enquête n'ait pas demandé directement si ceux qui croient qu'Obama veut interdire les ventes d'armes ont agi en fonction de cette croyance en augmentant leurs achats d'armes et de munitions, un lien entre la croyance et le comportement est une hypothèse logique »".

## La seconde pénurie (2012–2016)
Après la fusillade de l'école primaire Sandy Hook à Newtown dans le Connecticut le 14 décembre 2012, les lois sur les armes à feu aux États-Unis ont fait l'objet d'une nouvelle attention. L'auteur de la fusillade avait utilisé un fusil semi-automatique Bushmaster XM15-E2S (en). Certains fusils AR-15 étaient considérés comme des armes d'assaut (en) en vertu de l'interdiction fédérale des armes d'assaut Assault Weapons Ban de 1994, qui a expiré en 2004, et certaines sont considérées comme des armes d'assaut dans les États où de telles interdictions sont en vigueur. Au lendemain de la fusillade, des voix se sont élevés pour réclamer des lois nouvelles ou plus strictes sur le contrôle des armes à feu.
En réponse aux craintes que le gouvernement fédéral et les États limitent la vente d'armes à feu et de munitions, les ventes d'armes à feu ont atteint un niveau record en décembre 2012, le FBI signalant que 2,8 millions de vérifications d'antécédents NICS ont été effectuées ce mois-là, la grande majorité d'entre elles après la date de la fusillade. Une forte augmentation des ventes de munitions a également lieu pendant cette période, certains détaillants déclarant en janvier 2013 qu'ils avaient déjà vendu des stocks qui devaient durer deux ans, parfois en l'espace d'une seule journée.
Le 17 avril 2013, la principale action du Congrès introduite après la fusillade, l'amendement Manchin-Toomey, a échoué au Sénat, marquant la fin de la plus forte poussée pour mettre en œuvre de nouvelles lois sur les armes à feu au niveau fédéral. Toutefois, de nombreux États ont adopté de nouvelles restrictions sur les armes à feu, telles que les lois sur les armes à feu au Colorado, Connecticut, Maryland et dans l'État de New York. Quoi qu'il en soit, l'augmentation massive des ventes de munitions au début de l'année a fortement limité la disponibilité de ces produits sur le marché, de nombreux fabricants de munitions n'étant pas en mesure de répondre à la demande, même en faisant tourner leurs usines 24 heures sur 24 et 7 jours sur 7. En outre, malgré la défaite du projet de loi fédéral, un nombre important de propriétaires d'armes à feu sont restés préoccupés par la possibilité d'actions futures visant à limiter la disponibilité de certaines armes à feu et munitions, et ont continué à accumuler des munitions jusqu'à la fin de l'année 2013.
L'explication la plus plausible à ce problème, selon The Motley Fool, vient du président de Hornady, Steve Hornady :
Les gens entrent dans le magasin, ils ne voient pas ce qu'ils veulent et prennent tout ce qu'ils peuvent. Le client suivant ne peut rien obtenir et panique... cette pénurie est purement le fait des consommateurs.
En 2016, certains calibres, notamment le .22 Long Rifle, ont encore été signalés comme étant en pénurie.

## Réponse des fabricants et des distributeurs
Ted Torbeck, président-directeur général de Remington Arms, a déclaré : « Depuis l'élection présidentielle américaine, la demande en munitions a augmenté en raison des craintes que la nouvelle administration ne restreigne davantage l'utilisation ou l'achat d'armes à feu et de munitions et ne prélève des taxes supplémentaires sur ces produits. Depuis lors, nous avons réagi en augmentant la production, en prévoyant des heures supplémentaires pour les employés, en mettant en place des équipes de production supplémentaires et en développant notre chaîne d'approvisionnement, sans qu'aucune de ces mesures n'ait nécessité de capitaux importants. »  Toutefois, en août 2013, Remington a entamé des travaux d'agrandissement de son usine de munitions à Lonoke dans l'Arkansas, pour un montant de 32 millions de dollars.
En raison des marges bénéficiaires très faibles sur les munitions de calibre 22, les fabricants ne pouvaient pas justifier les coûts qu'ils auraient encourus en augmentant leur capacité de production.
En réponse à la pénurie, certains vendeurs de munitions ont réduit leurs livraisons aux magasins individuels. Certains détaillants ont augmenté leurs prix de manière substantielle. Néanmoins, certains commerçants ont fait état d'une augmentation de leur chiffre d'affaires comprise entre 15 et 20 %, certains allant jusqu'à 100 %.

## Augmentation des prix
Entre 2007 et 2012, le prix des munitions a doublé dans la plupart des cas. Dans certaines régions, le prix des munitions de calibre .22 LR est passé de 5 cents la cartouche à plus de 12 cents. À la suite de la fusillade de Sandy Hook en 2012, les inquiétudes du public sur la manière dont les représentants du gouvernement allaient légiférer sur l'interdiction de certains calibres ont entraîné une augmentation de la demande des munitions, ce qui a motivé une hausse du prix, dont la poursuite a eu une part de responsabilité dans la bulle du prix des munitions qui s'est créée.

### Marché gris
L'augmentation de la demande en munitions a non seulement contribué à gonfler les prix, mais a également créé une opportunité pour les vendeurs au marché gris. Nombre de ces vendeurs ont pu se procurer des munitions en vrac et les vendre à un prix exorbitant. L'augmentation des ventes sur le marché gris a alimenté les soupçons du public quant à l'intervention du gouvernement dans l'approvisionnement en munitions, puisque les munitions, autrefois faciles à trouver, étaient désormais rares.
Cette pénurie a eu des conséquences négatives sur les services de police. Plusieurs services de police ont retardé ou réduit les programmes de formation à l'utilisation des armes à feu pour les officiers. L'armée américaine n'a pas été touchée par la pénurie, car ses munitions sont produites par des usines spécialisées.